# 九龍巴士31M線
九龍巴士31M線是香港葵涌一條來往石籬（梨貝街）及葵芳站的巴士路線。
九龍巴士31P線是31M線的特別班次，在星期一至五上午繁忙時間，由石籬商場單向開往葵芳站，經昌榮路天橋直達葵芳站，中途不停梨貝街總站、「昌榮路」巴士站及葵涌道各站。
九龍巴士31A線是31M線的特別班次，在星期一至五上午繁忙時間由葵涌邨單向開往石籬（大隴街）。

## 歷史
- 1982年5月16日：本線隨地鐵荃灣綫通車而投入服務，初期來往石籬（位於大隴街與圍乪街交界）至葵芳地鐵站（現稱葵芳站）。
- 1985年5月30日：路線延長至梨貝街。
- 1999年7月5日：改為全空調服務，是葵涌東北區內第一條改為全空調服務的路線。
- 2014年4月3日：恢復於傍晚繁忙時間提供由葵芳站往石籬邨石佳樓的特別班次，不入梨貝街巴士總站，並使用12米車輛行走，以疏導人潮。
- 2015年3月21日：增設到站時間預報。[1]
- 2018年11月23日：星期一至五增設特別班次，由石籬（大隴街）巴士總站往葵芳站，經昌榮路天橋直達葵芳，中途不停梨貝街總站、「昌榮路」巴士站及葵涌道各站。[2]
- 2019年1月14日：特別班次改稱31P。[3]
- 2020年3月30日至4月24日、7月27日至8月31日、12月28日至2021年2月19日：因應疫情引致乘客量下降，31P線暫停服務[4] [5][6]
- 2022年1月24日：31A線開辦[7][8]，31P線取消08:35開出之班次[9]，惟受新型冠狀病毒肺炎疫情影響，中小學（中六生除外）不遲於當天起暫停面授課堂，導致31A線未能如期啟航。[10]最終於4月19日因學校復課才正式投入服務。[11]

- 2024年1月2日：31A線由葵涌邨開出之班次減至兩班，開出時間為07:10及07:30；同時取消由石籬（大隴街）開出之班次。[12]

## 服務時間及班次
31M
| 石籬（梨貝街）開 | 石籬（梨貝街）開 | 石籬（梨貝街）開 | 葵芳站開         | 葵芳站開    | 葵芳站開     |
| 日期             | 服務時間         | 班次（分鐘）     | 服務日期         | 服務時間    | 班次（分鐘） |
| ---------------- | ---------------- | ---------------- | ---------------- | ----------- | ------------ |
| 星期一至五       | 05:40-06:30      | 10               | 星期一至五       | 06:05-07:05 | 10           |
| 星期一至五       | 06:30-19:40      | 6-9              | 星期一至五       | 07:05-23:20 | 5-9          |
| 星期一至五       | 19:40-23:00      | 10               | 星期一至五       | 23:30       | 23:30        |
| 星期一至五       | 23:00-00:15      | 12/13            | 星期一至五       | 23:40-00:40 | 12           |
| 星期六           | 05:40-07:20      | 10               | 星期六           | 06:05-07:05 | 12           |
| 星期六           | 07:20-17:55      | 7-8              | 星期六           | 07:05-08:15 | 10           |
| 星期六           | 17:55-23:15      | 10               | 星期六           | 08:15-23:00 | 6-8          |
| 星期六           | 23:15-00:15      | 12               | 星期六           | 23:00-00:40 | 10           |
| 星期日及公眾假期 | 05:40-07:40      | 12               | 星期日及公眾假期 | 06:05-07:05 | 12           |
| 星期日及公眾假期 | 07:40-08:40      | 10               | 星期日及公眾假期 | 07:05-08:55 | 10           |
| 星期日及公眾假期 | 08:40-17:20      | 8                | 星期日及公眾假期 | 08:55-22:55 | 8            |
| 星期日及公眾假期 | 17:20-23:00      | 10               | 星期日及公眾假期 | 22:55-23:40 | 9            |
| 星期日及公眾假期 | 23:00-00:15      | 12/13            | 星期日及公眾假期 | 23:40-00:40 | 12           |

31P
- 星期一至五
  - 石籬商場開：07:35、08:05

星期六、日及公眾假期不設服務
31A
- 星期一至五
  - 葵涌邨開：07:10、07:30

星期六、日、公眾假期及學校假期不設服務

## 收費
| 路線     | 全程收費 |
| -------- | -------- |
| 31M／31P | $4.5     |
| 31A      | $5.8     |

| - 本線設有12歲以下小童及65歲或以上長者半價優惠。 - 65歲或以上香港居民使用「樂悠咭」，以及12歲以下合資格殘疾兒童使用「殘疾人士身份」個人八達通繳付車資，均可享有每程$2.0或半價（以較低者為準）的票價優惠；12至64歲合資格殘疾人士使用「殘疾人士身份」個人八達通（包括「樂悠咭」），以及60至64歲香港居民使用「樂悠咭」繳付車資，均可享有每程$2.0或全費（以較低者為準）的票價優惠。 - 65歲或以上長者如使用長者或一般個人八達通繳付車資，則只可享有半價優惠；12至64歲合資格殘疾人士如不使用「殘疾人士身份」個人八達通，以及60至64歲人士如不使用「樂悠咭」繳付車資，必須繳付全費。 - 乘客可以現金或八達通於上車時付款，不設找續。 - 每位成人乘客可免費攜帶最多兩名4歲以下而不佔座位的兒童乘客乘車，超額之4歲以下小童必須繳付小童車費乘車。 - 持有「九巴月票」之乘客在車票有效期內，每日可享最多10程任何九龍巴士及龍運巴士路線（包括本路線，以及聯營路線的九龍巴士／龍運巴士提供的班次；惟乘搭機場「A」及「NA」線則可享原價二七折優惠（不會計算每天10次合資格車程））；而B1線則每日可享最多各2程（不會計算每天10次合資格車程）。 - 九龍巴士、城巴、龍運巴士及陽光巴士全職員工及家屬（不包括外判職員）可免費乘搭本路線，惟必須拍職員或職員家屬八達通。 - 乘客亦可透過多元化電子支付系統（e度嘟）繳付車資，包括使用非接觸式VISA卡、JCB卡、萬事達卡、銀聯卡、美國運通、大來國際、Discover Card、Apple Pay、Google Pay、Samsung Pay、AlipayHK「易乘碼」、支付寶、WeChatHK／微信支付「搭車碼」、銀聯雲閃付「乘車碼」及BOC Pay「乘車碼」。乘客使用此付款方式，使用此支付方式的乘客可享有中途下車之分段收費，以及與其他九巴／龍運獨營路線或聯營線九巴／龍運班次之轉乘優惠，惟不適用於與非九巴／龍運路線之轉乘優惠，亦不能享有「公共交通費用補貼計劃」及「長者及合資格殘疾人士公共交通票價優惠計劃」。 |

### 八達通轉車優惠
乘客登上本線後150分鐘內以同一張八達通卡轉乘以下路線，或從以下路線登車後150分鐘內以同一張八達通卡轉乘本線，次程可獲車資折扣優惠：
31M/P←→36A、40、290(A)，次程可獲$4.2折扣優惠
- 31M/P往葵芳 → 36A、40或290(A)往九龍
- 36A、40或290(A)往荃灣 → 31M往石籬

31M/P←→城門隧道路線，次程可獲$4.2折扣優惠
- 31M/P往葵芳 → 40X、46X/P、47X、48X、73X或278X/P往新界
- 40X、46X/P、47X、48X、73X或278X/P往荃灣、葵青或美孚 → 31M往石籬

31B往石籬 → 31M往梨貝街，次程可獲$1.9車資折扣優惠

## 使用車輛
受梨貝街的急彎影響，本線只可使用11.3米或以下的巴士行走，起初本線全為都城嘉慕都城型9.7米（M）作為主力，在本線改為全空調服務之初，全線以2+2座位的丹尼士巨龍9.9米（ADS）行走，該等巴士的載客量較低（只有104人），但九巴初期無意為本線增設短途特別班次，導致葵芳巴士總站於下午繁忙時間往往大排長龍，巴士在總站開出時已經客滿，無力應付中途站的乘客。
本線於2014年加入亞歷山大丹尼士Enviro 400行走。2020年6月，本線獲放寬使用11.3米巴士行走。同年6月15日，本線首次使用亞歷山大丹尼士Enviro 500 MMC 11.3米（E6M13，車牌號碼WU4445）行走。
現時本路線使用10輛亞歷山大丹尼士Enviro 500 MMC 11.3米 (E6M)，均屬荔枝角車廠。31P線和以石籬邨石佳樓為總站的短途特別班次因不經梨貝街可使用12米巴士。
| 車隊編號 | 車牌   |
| -------- | ------ |
| E6M81    | XA3343 |
| E6M83    | XA3564 |
| E6M84    | XA3487 |
| E6M85    | XA3268 |
| E6M90    | XA7901 |
| E6M96    | XB8224 |
| E6M100   | XD6850 |
| E6M123   | XV8840 |
| E6M125   | XV9215 |
| E6M128   | YL1297 |

31P線由31M線抽調1輛巴士行走。
31A線由31M、43A、44M及235M線抽調巴士行走。

## 行車路線
31M/31P

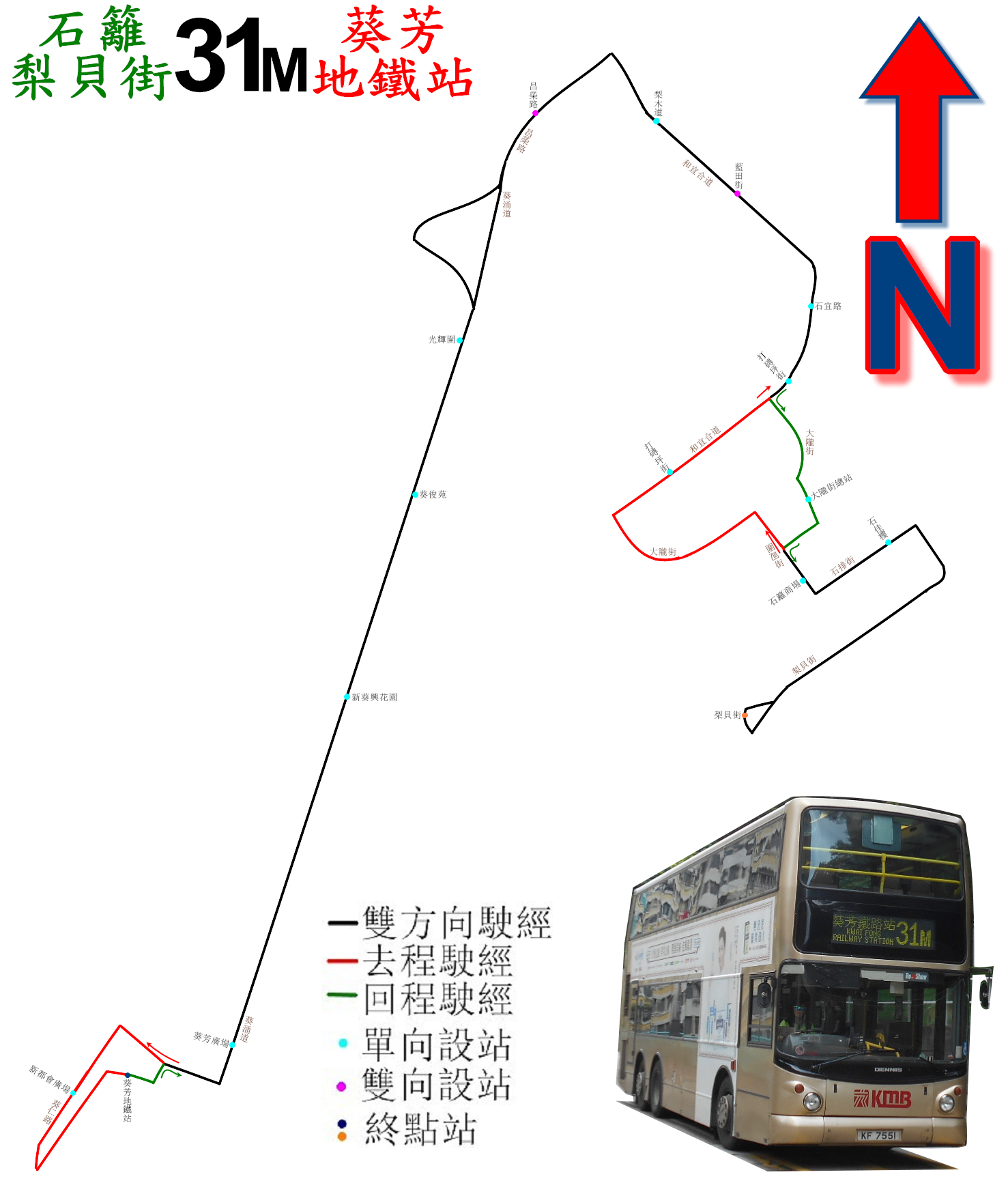
31M線的走線圖

石籬（梨貝街）開經：梨貝街、石排街、圍乪街、大隴街、和宜合道、昌榮路、昌榮路迴旋處、葵涌道、葵富路、葵仁路及葵義路。
31P不經斜體字街道。
葵芳站開經：葵義路、葵富路、葵涌道、昌榮路迴旋處、昌榮路、和宜合道、大隴街、石籬（大隴街）巴士總站、大隴街、圍乪街、石排街及梨貝街。
31A

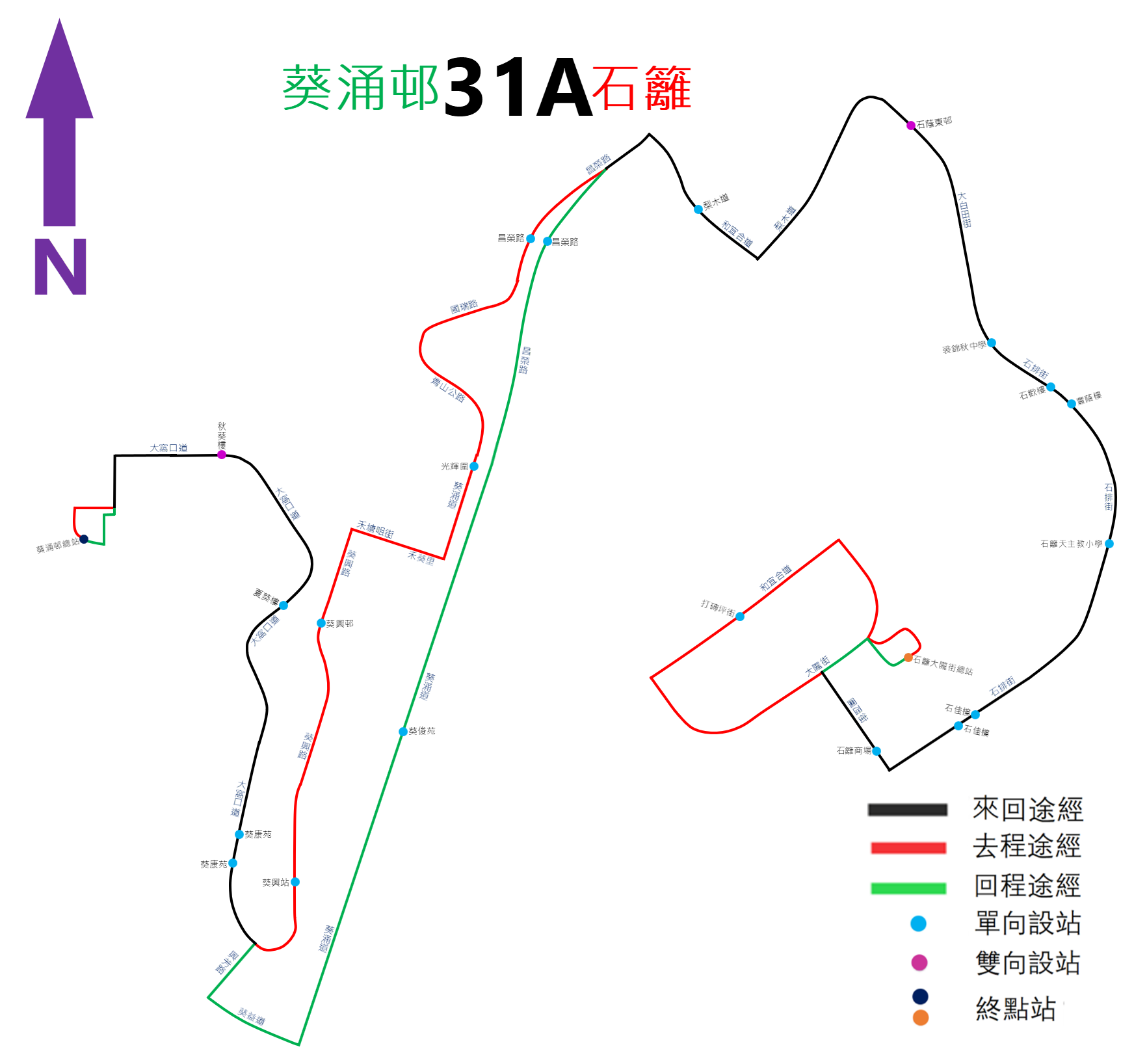
31A線的走線圖

經：大窩口道、興芳路、葵興站巴士總站、葵興路、禾塘咀街、禾葵里、葵涌道、昌榮路迴旋處、昌榮路、和宜合道、梨木道、大白田街、石排街、圍乪街、大隴街、和宜合道及大隴街。

### 沿線車站
31M/31P
| 石籬（梨貝街）開 | 石籬（梨貝街）開       | 石籬（梨貝街）開       | 葵芳站開 | 葵芳站開               | 葵芳站開               |
| 序號             | 車站名稱               | 位置                   | 序號     | 車站名稱               | 位置                   |
| ---------------- | ---------------------- | ---------------------- | -------- | ---------------------- | ---------------------- |
| 1*               | 石籬（梨貝街）巴士總站 | 石籬（梨貝街）巴士總站 | 1        | 葵芳站巴士總站         | 葵芳站公共運輸交匯處   |
| 2                | 石籬商場               | 圍乪街                 | 2        | 葵芳廣場               | 葵涌道                 |
| 3                | 打磚坪街               | 和宜合道               | 3        | 光輝圍                 | 葵涌道                 |
| 4                | 石宜路                 | 和宜合道               | 4        | 昌榮路                 | 昌榮路                 |
| 5                | 藍田街                 | 和宜合道               | 5        | 梨木道                 | 和宜合道               |
| 6*               | 昌榮路                 | 昌榮路                 | 6        | 藍田街                 | 和宜合道               |
| 7*               | 葵俊苑                 | 葵涌道                 | 7        | 打磚坪街               | 和宜合道               |
| 8*               | 新葵興花園             | 葵涌道                 | 8        | 石籬（大隴街）         | 石籬（大隴街）巴士總站 |
| 9                | 新都會廣場             | 葵仁路                 | 9        | 石籬邨石佳樓           | 石排街                 |
| 10               | 葵芳站巴士總站         | 葵芳站公共運輸交匯處   | 10       | 石籬（梨貝街）巴士總站 | 石籬（梨貝街）巴士總站 |

- 註：31P線不停有 * 號之車站。

31A
| 葵涌邨開 | 葵涌邨開               | 葵涌邨開               |
| 序號     | 車站名稱               | 位置                   |
| -------- | ---------------------- | ---------------------- |
| 1        | 葵涌邨巴士總站         | 葵涌邨公共運輸交匯處   |
| 2        | 葵涌邨秋葵樓           | 大窩口道               |
| 3        | 葵康苑                 | 大窩口道               |
| 4        | 葵興站                 | 葵興站公共運輸交匯處   |
| 5        | 葵興路葵興邨           | 葵興路                 |
| 6        | 光輝圍                 | 葵涌道                 |
| 7        | 昌榮路                 | 昌榮路                 |
| 8        | 梨木道                 | 和宜合道               |
| 9        | 石蔭東邨               | 大白田街               |
| 10       | 安蔭邨豐蔭樓           | 石排街                 |
| 11       | 石籬邨石佳樓           | 石排街                 |
| 12       | 石籬邨石安樓           | 圍乪街                 |
| 13       | 打磚坪街               | 和宜合道               |
| 14       | 石籬（大隴街）巴士總站 | 石籬（大隴街）巴士總站 |

## 客量
本線主要為石籬邨及北葵涌一帶提供接駁港鐵服務。由於石籬及北葵涌一帶均遠離港鐵站，該處人口稠密，擁有龐大的通勤需求，深受乘客歡迎，因此客量相當高。
本線與235M線同様為北葵涌一帶來往葵芳站以方便居民轉乘港鐵和消閒購物。本線主要經途石籬邨及和宜合道一帶之工廈，而235M線則行走石蔭及安蔭一帶，使兩線能達至明確分工。

## 延伸閱讀
- 容偉釗. . 香港: BSI (香港). 2002年  [2017-06-23]. ISBN 962-8414-62-3. （原始内容存档于2016-03-26）. （页面存档备份，存于）
- 郭炳華. . 香港: 80M巴士專門店. 2010年. ISBN 962-8686-95-X.

## 外部連結
九巴
- 九龍巴士31M線 （页面存档备份，存于）
- 九巴31M、31P線詳細時間表 （页面存档备份，存于）

其他
- 九巴31M線—i-busnet.com （页面存档备份，存于）
- 九巴31M線—681巴士總站 （页面存档备份，存于）